# Амори-Дюваль, Эжен-Эммануэль
Эжен-Эммануэль Амори-Дюваль (фр. Eugène Emmanuel Amaury Pineux Duval; 16 апреля 1808, Монруж — 25 декабря 1885, Париж) — французский живописец, известный под псевдонимом Амори Дюваль.

## Биография
Амори-Дюваль — один из первых учеников Жана Огюста Доминика Энгра. Первый раз выставляет свои работы в 1833 году, представляя несколько портретов, из которых «Зелёная дама» (не сохранилась) и «Автопортрет». 
С 1834 года по 1836 год он находится в длительной поездке по Итальянским государствам, побывал во Флоренции, Риме и в Неаполе, где изучает искусство итальянского Ренессанса. В этом же году он показал свою «греческую овчарку, открывающую античный барельеф». 
По возвращении во Францию он выполняет заказы на оформление церквей.

## Творчество
В творчестве Амори-Дюваль просматривается сильное влияние Доминика Энгра.
Известные произведения:
- «Рождение Венеры», 1862 г., Дворец изобразительных искусств (Лилль), Франция
- «Madame de Loynes», 1862 г., Париж, Франция

## Галерея
- «Рождение Венеры»
- «Madame de Loynes», 1862 г.